# پاسکوال بابیلونی
پاسکوال بابیلونی (انگلیسی: Pascual Babiloni؛ زادهٔ ۱۳ نوامبر ۱۹۴۶) بازیکن فوتبال اهل اسپانیا است.
از باشگاه‌هایی که در آن بازی کرده‌است می‌توان به باشگاه فوتبال رئال مادرید اشاره کرد.